# Basilique Saint-Martin de Bologne
La basilique Saint-Martin-Majeur (en italien : basilica di San Martino Maggiore), ou simplement basilique Saint-Martin, se dresse sur la piazza San Martino, dans le centre historique de Bologne. La paroisse est dirigée par les pères carmélites. En août 1941, le pape Pie XII l'a élevée au rang de basilique mineure.

## Histoire
Elle a été fondée en 1227 et confiée aux moines carmélites en 1293. Retouchée plusieurs fois du XIVe au XVIe siècle , elle vit sa façade entièrement remaniée en 1879 sur des plans de Giuseppe Modonesi. Le portail du flanc droit, dit des Boncompagnni, est plus ancien ; il présente une lunette décorée par un bas-relief de Saint Martin, œuvre de Francesco Manzini (1531). La partie supérieure de l'ancien campanile a été reconstruite au  XVIIIe siècle.
En août 1941, le pape Pie XII l'a élevée au rang de basilique mineure.

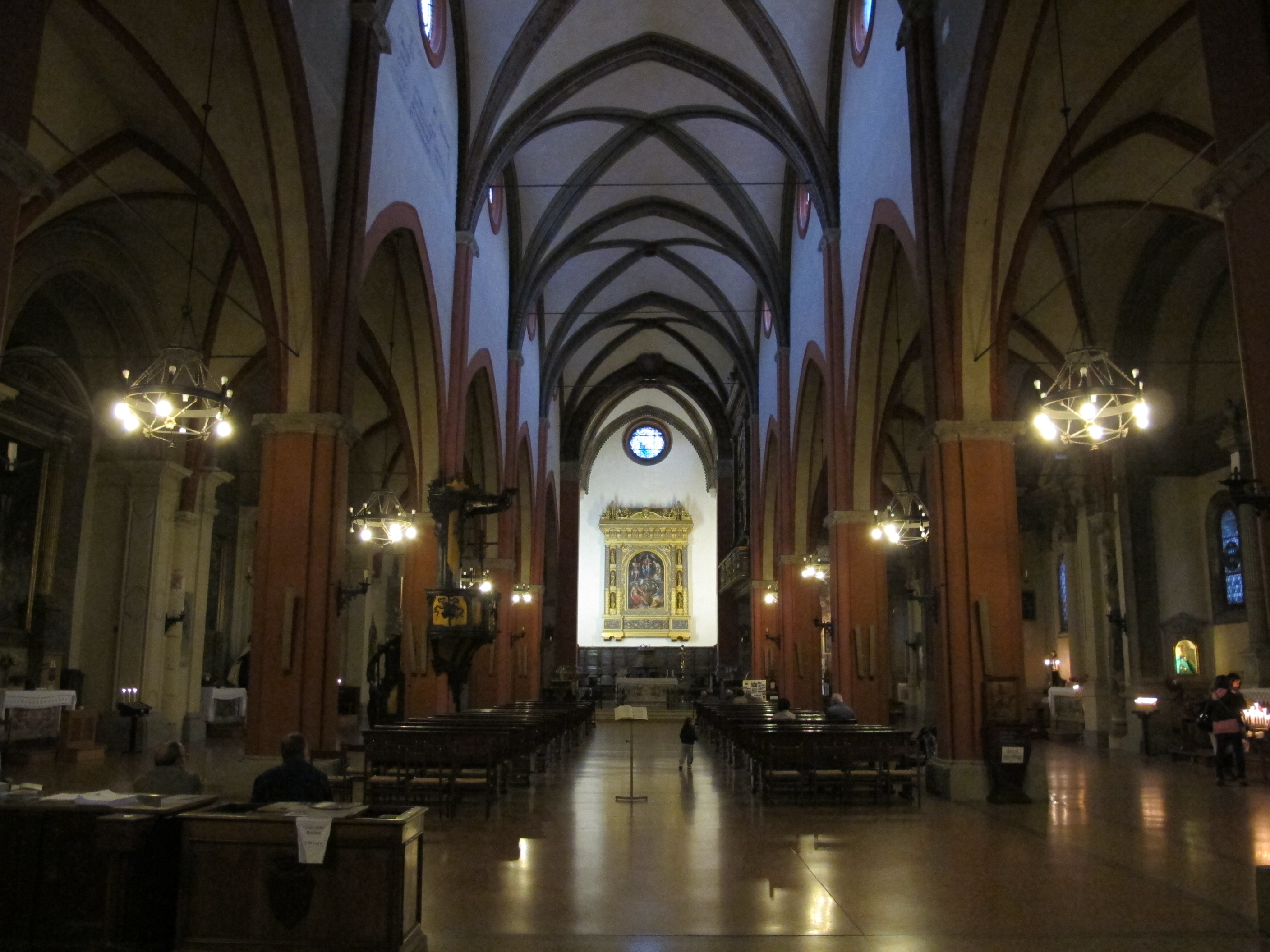
L'intérieur.

## Éléments d'architecture
L'intérieur présente des formes gothiques, avec trois nefs séparées par des pilastres et des arcs brisés, qui soutiennent des croisées d'ogives à nervures apparentes.

### Maitre-autel
L'abside, autrefois polygonale, mais réduite à une forme carrée en 1929, est ornée d'une Vierge à l’Enfant, saints et le maitre d'ouvrage Matteo Malvezzi de Girolamo Siciolante da Sermoneta (1548), entourée d'une majestueuse corniche du Formigine (1554). Sur le côté épître du chœur se trouve l'ancien orgue construit en 1556 par Giovanni Cipri.

### Bas-côtés gauches
La première chapelle des bas-côtés gauches présente des formes toscanes et fut érigée en 1506 par Giovanni da Brensa. On y trouve un retable (Vierge à l’Enfant et Saints) de Francesco Francia, auteur également du panneau du Christ de la prédelle et de la cimaise figurant une Pietà. L'antependium monochrome est l'œuvre d'Amico Aspertini, il représente la Descente de croix. Le mur droit conserve des fragments d'une Adoration de l'Enfant, de Paolo Uccello (1437), l'un des rares témoins des débuts de la Renaissance toscane en Émilie, fortuitement retrouvé dans la sacristie et placé ici après restauration. Devant le mur gauche, la Vierge du Carmel, terracotta de Jacopo della Quercia, se dresse sur un petit piédestal. La fresque Le Prophète Élie est d'Alessandro Guardassoni.
La troisième chapelle possède une Crucifixion avec saints de Bartolomeo Cesi, la quatrième un Saint Jérôme de Lodovico Carracci (1591) et la cinquième un retable de Lorenzo Costa représentant l'Assomption (1506).
Plus en avant, on trouve des vestiges de l'ancienne église du XIVe siècle, avec une Vierge immaculée de Simone dei Crocifissi et une série de fresques fragmentaires de Vitale da Bologna représentant, entre autres, Abraham qui accueille les élus sous son manteau, de même qu'un groupe de damnés et, un autre, d'apôtres.
Les bas-côtés gauches se terminent par la chapelle dite du Baptistère, qui contient deux colonnes romanes et un triptyque de l'école bolognaise du début du XVe siècle. Tout près se trouve l'accès à la sacristie (remarquables tableaux du  XVIIe siècle) et au campanile.

### Bas-côtés droits
La première chapelle des bas-côtés droits est richement décorée de chapiteaux, de pilastres et d'une balustrade de Bernardino da Milano ainsi que d'un retable figurant l'Adoration des mages de Girolamo da Carpi. La quatrième possède une fresque de la Vierge à l'Enfant de Lippo Dalmasio, et, sur le pilastre qui la sépare de la chapelle suivante, un fragment d'une Crucifixion attribuée à Vitale da Bologna. Dans la cinquième, on verra une Vierge à l’Enfant avec saints, l'une des mieux réussies d'Amico Aspertini, datée de 1510-1515.
Les bas-côtés droits se terminent par une chapelle richement décorée en style baroque sur des dessins d'Alfonso Torreggiani (it) (1773). La petite coupole présente une fresque figurant la Vierge du Carmel donnant le scapulaire à saint Simon Stock,  thème typiquement carmélitain, peinte par Vittorio Bigari ; l'autel possède une sculpture en bois de la Vierge à l'Enfant de  Guglielmo Bergognone, peinte par Le Guerchin ; sur le mur droit, on voit le Martyre de sainte Ursule de Giovan Giacomo Sementi et sur le mur gauche, Saint Charles et autres Saints d'Alessandro Tiarini.

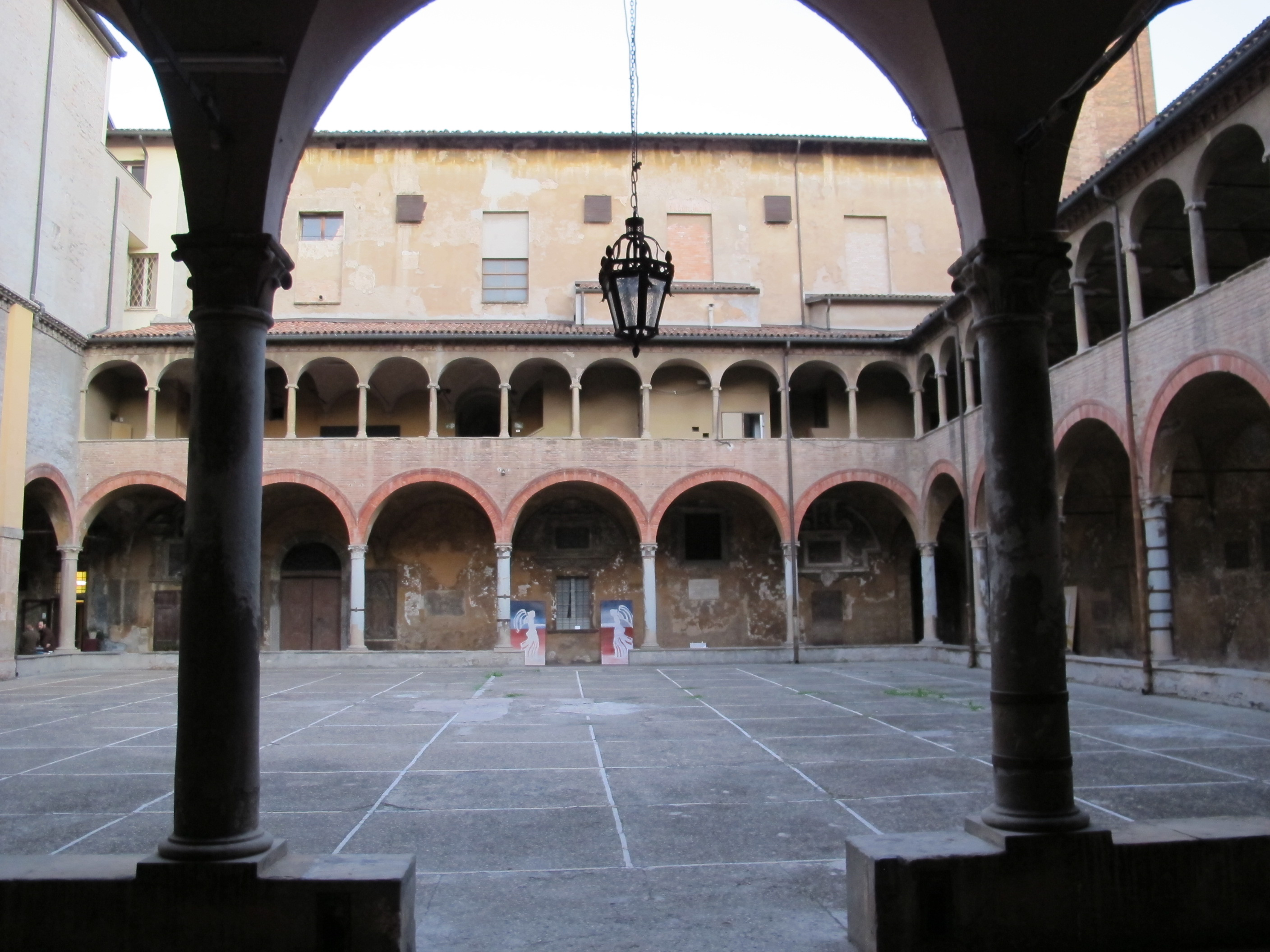
Le cloître

### Cloître
Le cloître des Morts, à l'origine cimetière du couvent, comporte quatre galeries et a été réalisé en 1511 sur des plans de Giovanni da Brensa.

### Campanile et cloches
Le campanile domine le cloitre sur le côté gauche de la basilique ; haut d'une quarantaine de mètres, ses lignes sont sobres et il se termine par un simple toit à quatre pans. Sur le côté ouest (en direction de la place), sous la lanterne du campanile, se trouve l'horloge, qui ne fonctionne plus, mais dont le mécanisme est conservé. L'escalier intérieur, en bois, est dans un état précaire. La lanterne, ajourée de baies simples avec arc en plein cintre, abrite quatre cloches coulées en 1949 par Cesare Brighenti, donnant les tonalités Lab3 majeur (Lab3-Sib3-Do4-Mib4). Autrefois, le carillon était actionné manuellement selon un système « à double son » traditionnellement en usage chez les maîtres sonneurs lors des principales fêtes célébrées à Bologne et dans l'archidiocèse. 